# Mouzoumou
Mouzoumou (également orthographié Moussoumou) est une commune rurale située dans le département de Didyr de la province de Sanguié dans la région du Centre-Ouest au Burkina Faso.

## Géographie
Situé à 7 km à l'est de Didyr, Mouzoumou est divisé en cinq quartiers : Kourbo, Piabo, Sesso, Bôh et Balelépoum.

## Éducation et santé
La commune accueille un centre de santé et de protection sociale (CSPS).